# Antonio Ceballos Atienza
Antonio Ceballos Atienza (Alcalá la Real, 31 de julho de 1935 – 21 de setembro de 2022) foi bispo emérito de Cádiz y Ceuta.

## Biografia
Antonio Ceballos Atienza foi ordenado sacerdote em 29 de junho de 1961.
Em 7 de janeiro de 1988, o Papa João Paulo II o nomeou Bispo de Ciudad Rodrigo. Foi ordenado bispo pelo Núncio Apostólico na Espanha, Mario Tagliaferri, em 25 de março do mesmo ano; Os co-consagradores foram o Cardeal Marcelo González Martín, Arcebispo de Toledo, e o Cardeal Angel Suquía Goicoechea, Arcebispo de Madri.
Em 10 de dezembro de 1993, João Paulo II o nomeou Bispo de Cádiz y Ceuta. Em 30 de agosto de 2011, o Papa Bento XVI aceitou seu pedido de demissão por motivos de idade.
Atienza morreu em 21 de setembro de 2022, aos 87 anos de idade.